# Липівка (Полєський район)
Липівка (рос. Липовка) — селище Полєського району, Калінінградської області Росії. Входить до складу Тургенєвського сільського поселення.
Населення —  25 осіб (2015 рік). 

## Населення
| 2002 | 2010 |
| ---- | ---- |
| 18   | ↗25  |